# 이강숙
이강숙(1936년 9월 25일 ~ 2020년 12월 22일)은 대한민국의 음악학자이자 소설가이다.
청도에서 태어나 경북고등학교를 졸업해 서울대학교 피아노 전공 학사학위를 받았다.  미국 휴스턴대학교에서 음악학 석사, 미시간 주립대학교 대학원 (University of Michigan, Ann Arbor)에서 음악교육학 박사학위를 받았다. 1981년부터 1992년까지 서울대학교 서양음악학 전공 교수를 지냈다. 그 후 한국예술종합학교 초대 총장이 되어 2002년까지 재임했다. 그로부터 3년 후인 2005년에는 《피아니스트의 탄생》 등의 소설을 썼다.
2020년 12월 22일에 숙환으로 별세하였다.

## 저서
- 〈음악 선생님을 위하여〉
- 〈술과 아내 그리고 예술〉
- 〈음악의 이해〉
- 〈빈병 교향곡〉
- 〈괄호 속의 시간〉
- 〈젊은 음악가의 초상〉
- 〈피아니스트의 탄생〉
- 〈음악 천사의 사랑〉
- 〈우리 양악 100년〉

## 가족 관계
- 배우자: 문희자
  - 장남: 이석재
  - 차남: 이인재

## 참고 문헌
- 이강숙 - 한국인 최초의 음악학자가 말하는 '나답게 사는 법'[깨진 링크(과거 내용 찾기)]